# Důl svaté Trojice
Důl svaté Trojice (zkráceně Důl Trojice, německy Dreifaltigkeit Schacht) byl důl založený Stanislavem hrabětem Wilczkem v roce 1844 na Slezské Ostravě.
Důl fungoval původně jako mělký provoz. Roku 1870 založil syn zakladele Jan Nepomuk hrabě Wilczek v areálu dolu hlubinný provoz. K dolu byla postupně začleňována okolní důlní pole. Po zastavení těžby ve Zwierzinových dolech roku 1933 byla k dolu Trojice převedena převážná část jejich polí. Dne 1. července 1961 byl důl připojen k Dolu Petr Bezruč a stal se závodem č. 2, po vzniku dolu Ostrava, 1. 1. 1967, se stal závodem č. 4.

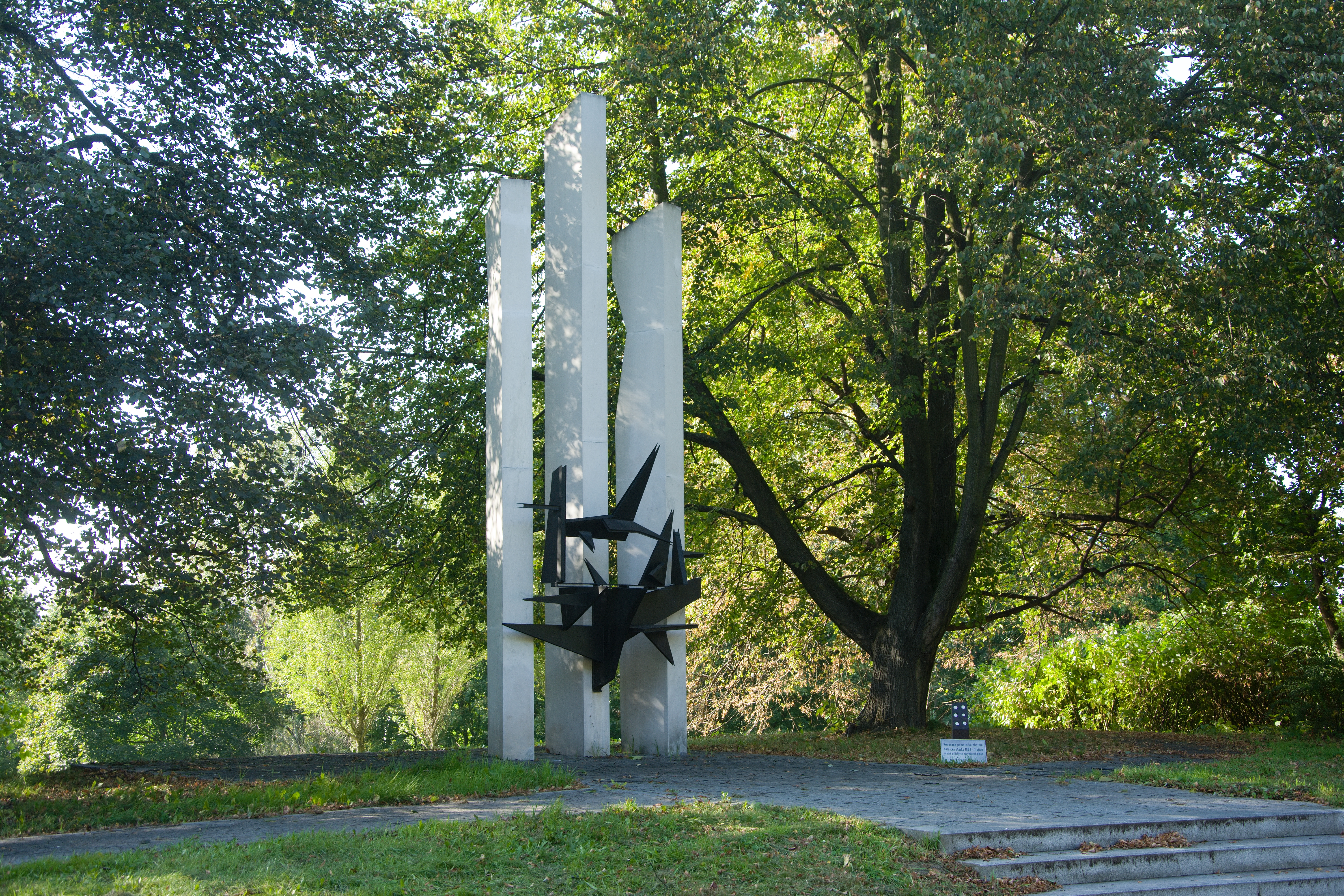
Pomník hornické stávky na dole Trojice v roce 1894

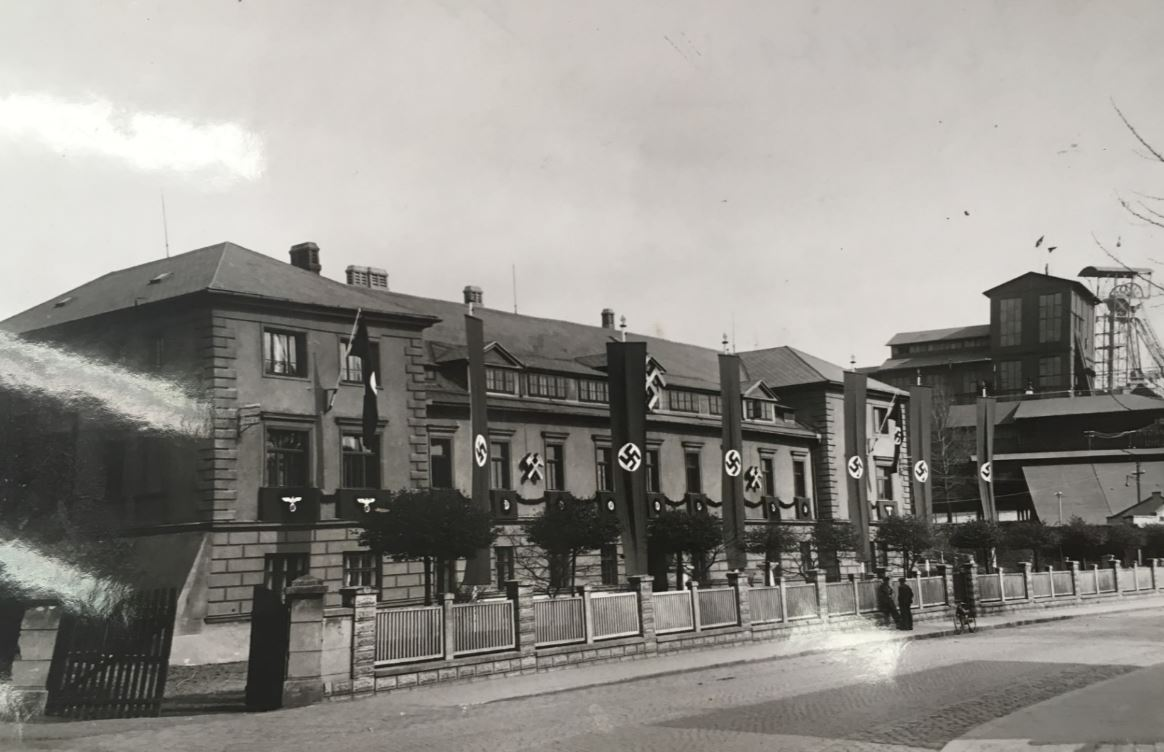
Vzadu důl Trojice za II světové války

Důl existoval v letech 1844–1975, těžba probíhala v porubských a jakloveckých vrstvách od roku 1845 do srpna 1968 (VI. jaklovecká sloj). Ačkoliv byla těžba oficiálně ukončena v dubnu 1967 (ukončení porubů ve sloji II. slabá, Barbora a Mohutná mezi 2. a 6. patrem, v květnu 1967 ukončeno dobývání ve sloji Vintíř pod 13. patrem, v červenci 1967 ukončeno dobývání v VII. sloji mezi 10. a 11. patrem), byly jámy nadále v provozu pro těžbu do září 1968 kvůli probíhající rekonstrukci na dole Petr Bezruč a nutnosti přetěžovat uhlí jámou č. 1 na Trojici. Z tohoto důvodu byly dotěžovány ekonomicky výhodně dobyvatelné zásoby. Důlní pole bylo otevřeno sedmi jámami na hloubku 700 m – 13. patro. Na tomto patře byl vyražen úpadní spojovací překop na důl Petr Bezruč. Před ukončením činné těžby bylo na dole experimentálně ověřováno dobývání pomocí hydromechanizace (sloje Barbora a II. slabá), která rozpojovala uhelnou hmotu pomocí děla s tlakovou vodou. Do září 1968 probíhalo plenění dlouhých děl. Jámy byly likvidovány v letech 1969–1974 kompletní likvidací všech náraží (likvidovány odstřelem) a zasypáním (krom náraží 13. patra).
V květnu roku 1894 proběhla v Ostravě stávka horníků, ve které došlo u dolu Trojice ke střetu horníků s četníky, který si vyžádal 12 mrtvých.